# جورجيوس لامبروبولوس
جورجيوس لامبروبولوس (باليونانية: Γιώργος Λαμπρόπουλος)‏ هو لاعب كرة قدم يوناني في مركز الوسط، ولد في 26 أكتوبر 1984 في اليونان. لعب مع ليفادياكوس ونادي أيك لارنكا ونادي إيغاليو لكرة القدم ونيا سلاميس فاماغوستا.